# Calathusa anisocentra
Calathusa anisocentra är en fjärilsart som beskrevs av Turner 1944. Calathusa anisocentra ingår i släktet Calathusa och familjen trågspinnare. Inga underarter finns listade i Catalogue of Life.